# جورج مدلسکی
جورج مدلسکی (انگلیسی: George Modelski; ۹ ژانویهٔ ۱۹۲۶ – ۲۱ فوریهٔ ۲۰۱۴) استاد علوم سیاسی در دانشگاه واشنگتن بود. او از سال ۱۹۶۷ تا ۱۹۹۵ به تدریس در این دانشگاه پرداخت. پیش از این، مدلسکی عضو ارشد پژوهش‌گر در موسسهٔ مطالعات عالی در دانشگاه ملی استرالیا بود.
مدلسکی در زمینهٔ روندهای طولانی‌مدت در سیاست و اقتصاد جهانی و همچنین ابرپویایی‌های شهری جهانی و تکامل نظام‌های جهانی پژوهش کرد. او از طرفداران مکتب نئورئالیسم در روابط بین‌الملل بود.

## نظریهٔ دوره‌های رهبری در جهان
جورج مدلسکی نظریه‌ای دوره‌ای در رابطه با رهبری جهانی ارائه کرد. هر دوره شامل حدوداً ۱۰۰ سال می‌شد که پس از آن هر بار یک قدرت هژمونیک جدید ظهور می‌کند. از نظر مدلسکی این دوره‌ها به شرح زیر بوده‌اند:
پرتغال ۱۴۹۲-۱۵۸۰؛ در عصر اکتشاف
هلند ۱۵۸۰-۱۶۸۸؛ از زمان جنگ هشتادساله
پادشاهی متحده (۱) ۱۶۸۸-۱۷۹۲؛ از زمان جنگ‌های لوئی چهاردهم
پادشاهی متحده (۲) ۱۷۹۲-۱۹۱۴؛ از زمان انقلاب فرانسه و جنگ‌های ناپلئونی
ایالات متحده از ۱۹۱۴ تا (پیش‌بینی شده) ۲۰۳۰؛ از زمان جنگ جهانی اول و دوم.
مدلسکی گمان می‌کرد که سیطرهٔ ایالات متحده ممکن است با قدرتی در کرانهٔ اقیانوس آرام، یا با اتحادیه‌ای از ملت‌ها جایگزین شود.  البته به عقیدهٔ مدلسکی، قرار گرفتنِ مجددِ ایالات متحده در جایگاه رهبری جهان مانند بریتانیا در قرن ۱۹ ممکن است.